# Copaifera epunctata
Copaifera epunctata là một loài thực vật có hoa thuộc họ đậu, Fabaceae, là loài đặc hữu của Suriname.